# Lancetogłów królewski
Lancetogłów królewski (Lampropeltis getula) – gatunek węża z rodziny połozowatych.
Występowanie: południowo-wschodnia część Stanów Zjednoczonych od New Jersey po Florydę. Tradycyjnie zaliczano do tego gatunku podgatunki żyjące na całym obszarze południa Stanów Zjednoczonych oraz w Meksyku; jednak podgatunki te mogą w rzeczywistości być odrębnymi gatunkami (patrz niżej).
Ubarwienie: kolorem podstawowym jest czarny lub brązowy. Na tym tle znajdują się poprzeczne pasy lub prążki o barwie białej, kremowej, żółtawej lub nawet czerwonej. Oprócz tego mogą występować także plamki.
Rozmiar: od 90 cm do ponad 2 metrów.
Tryb życia: prowadzi naziemny tryb życia. Aktywny jest głównie nocą.
Pokarm: żywi się małymi ssakami, ptakami, jaszczurkami oraz wężami (także grzechotnikami).
Hodowla: jest hodowany w domach. Jest stosunkowo łatwy w hodowli, wymaga jednak indywidualnego trzymania, gdyż nie gardzi nawet osobnikami własnego gatunku. Wymaga temperatury w granicach 25-30 °C z nocnymi spadkami o 5-8 °C, oraz umiarkowanej wilgotności.
Kopulacja: kopulacje mają miejsce przeważnie w marcu i kwietniu, a po 4-6 tygodniach składane są jaja w liczbie od 7 do 21 sztuk.
Temperatura inkubacji nie powinna przekraczać 28 °C przy utrzymaniu bardzo wysokiej wilgotności. Młode po urodzeniu mierzą około 25 cm. Ich pierwszym chętnie przyjmowanym, pokarmem są noworodki mysie.

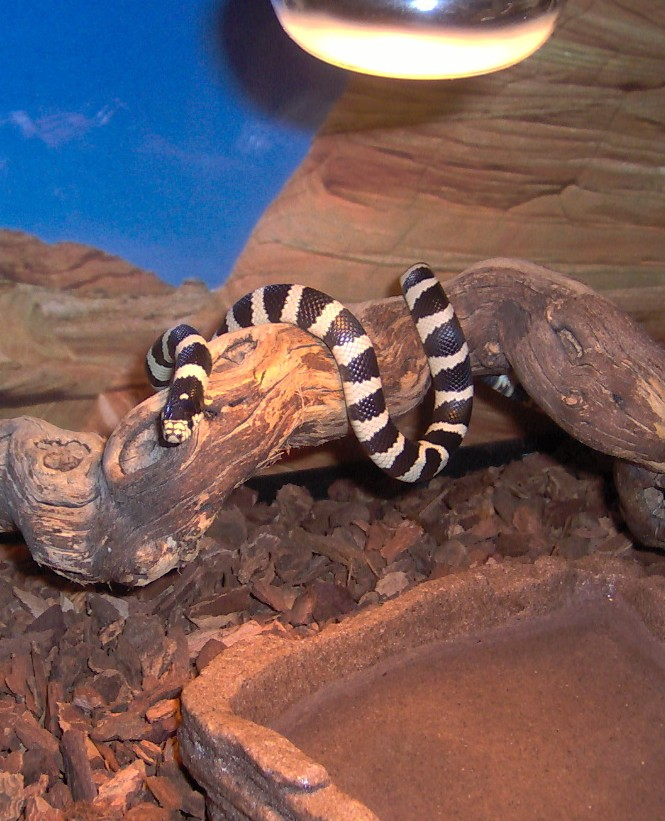
Lampropeltis getula californiae / Lampropeltis californiae

## Podgatunki
Tradycyjnie wyróżniane są podgatunki:
- Lampropeltis getula californiae (Blainville, 1835)
- Lampropeltis getula floridana Blanchard, 1919 – Floryda
- Lampropeltis getula getula (Linnaeus, 1766) – Floryda, Alabama, New Jersey
- Lampropeltis getula goini Neill & Allen, 1949
- Lampropeltis getula holbrooki Stejneger, 1902
- Lampropeltis getula meansi Krysko & Judd, 2006 – Floryda
- Lampropeltis getula niger (Yarrow, 1882)
- Lampropeltis getula nigrita Zweifel & Norris, 1955
- Lampropeltis getula splendida (Baird & Girard, 1853) – Meksyk, Arizona i Teksas
- Lampropeltis getula sticticeps Barbour & Engels, 1942

Jednak Pyron i Burbrink (2009) podnieśli podgatunki L. getula californiae, holbrooki, niger i splendida do rangi odrębnych gatunków. Autorzy ci uznają też L. getula nigrita za młodszy synonim Lampropeltis californiae; pozostałe tradycyjnie wyróżniane podgatunki należą wprawdzie do L. getula, lecz autorzy nie uznają ich za odrębne podgatunki. Krysko i współpracownicy (2017) podnoszą podgatunki L. getula floridana, L. getula meansi i L. getula nigrita do rangi odrębnych gatunków.